# Yalour Islands
Yalour Islands  – grupa wysp i skał w południowej części Wilhelm Archipelago u zachodnich wybrzeży Półwyspu Antarktycznego.

## Nazwa
Nazwane na cześć Jorge Yaloura, porucznika argentyńskiej marynarki wojennej, oficera argentyńskiej korwety „Urugwaj”, która przybyła na ratunek Szwedzkiej Wyprawie Antarktycznej pod dowództwem Otto Nordenskjölda (1869–1928) w listopadzie 1903 roku .

## Geografia
Yalour Islands obejmują wyspy i skały w południowej części Wilhelm Archipelago u zachodnich wybrzeży Półwyspu Antarktycznego , po wschodniej stronie Penola Strait na wschód od Argentine Islands . Yalour Islands leżą ok. 1,6 km na północny zachód od Cape Tuxen na Ziemi Grahama  i rozciągają się na odcinku ok. 2,5 km .
Linia brzegowa wysp jest głównie skalista, z przewagą skał magmowych, o stromych zboczach schodzących do obszarów lęgowych pingwinów .
Na wyspach odnotowano występowanie porostów, m.in. złotorostów, brunatek, jaskrawców i brodatek, a także śmiałka antarktycznego . 
W wodach wokół wysp zaobserwowano płetwale antarktyczne, a na ich brzegach foki Weddella, krabojady i lamparty morskie. Spotkać można tu też wiele gatunków ptaków, m.in. pingwiny białookie i białobrewe, oceanniki żółtopłetwe, rybitwy antarktyczne i wydrzyki antarktyczne.
Wyspy są celem turystycznym .

## Historia
Wyspy zostały odkryte i pobieżnie zbadane w 1904 roku przez ekspedycję francuską pod dowództwem Jeana-Baptiste Charcota (1867–1936) w latach 1904–1905 .
W latach 1956–1957 wyspa została sfotografowana z powietrza przez Falkland Islands and Dependencies Aerial Survey Expedition (FIDASE) i ponownie zmapowana w 1958 roku .